# Epicephala orientale
Epicephala orientale is een vlinder uit de familie van de mineermotten (Gracillariidae). De wetenschappelijke naam van de soort werd voor het eerst geldig gepubliceerd in 1856 door Stainton.